# عبدالاله صابر
عبدالاله صابر (عربی: عبد الإله صابر؛ زادهٔ ۲۱ آوریل ۱۹۷۴) یک بازیکن فوتبال اهل مراکش است.
وی در تیم ملی فوتبال مراکش ۳۹ بازی انجام داده است و عضو این تیم در جام جهانی فوتبال ۱۹۹۸ بوده است.